# John Healey
John Healey (Wakefield, 13 de febrero de 1960) es un político británico que se desempeña como Secretario de Estado de Defensa desde julio de 2024. Miembro del Partido Laborista, ha sido miembro del Parlamento (MP) por Rawmarsh y Conisbrough desde 1997.
Healey se desempeñó bajo Tony Blair como Subsecretario de Estado Parlamentario para las Habilidades de Adultos de 1997 a 2001, como Secretario Económico del Tesoro de 2002 a 2005, Secretario Financiero del Tesoro de 2005 a 2007, y bajo Gordon Brown como Ministro de Estado para el Gobierno Local de 2007 a 2009 y como Ministro de Estado de Vivienda y Planificación de 2009 a 2010.
Después de las elecciones generales de 2010, fue elegido para el gabinete en la sombra y fue nombrado Secretario de Estado para Salud en la sombra por Ed Miliband. También se desempeñó como Secretario de Estado en la sombra para la Vivienda de 2016 a 2020 bajo la presidencia de Jeremy Corbyn.
Después de la victoria del Partido Laborista en las elecciones generales de 2024, Healey regresó al gobierno y fue nombrado Secretario de Estado de Defensa por Keir Starmer el 5 de julio.